# Ochrosia kilaueaensis
Ochrosia kilaueaensis är en oleanderväxtart som beskrevs av Harold St.John. Ochrosia kilaueaensis ingår i släktet Ochrosia och familjen oleanderväxter. IUCN kategoriserar arten globalt som akut hotad. Inga underarter finns listade i Catalogue of Life.